# Zapriothrica hirta
Zapriothrica hirta är en tvåvingeart som beskrevs av Wheeler 1959. Zapriothrica hirta ingår i släktet Zapriothrica och familjen daggflugor.
Artens utbredningsområde är Ecuador. Inga underarter finns listade i Catalogue of Life.